# Ihor Shamo

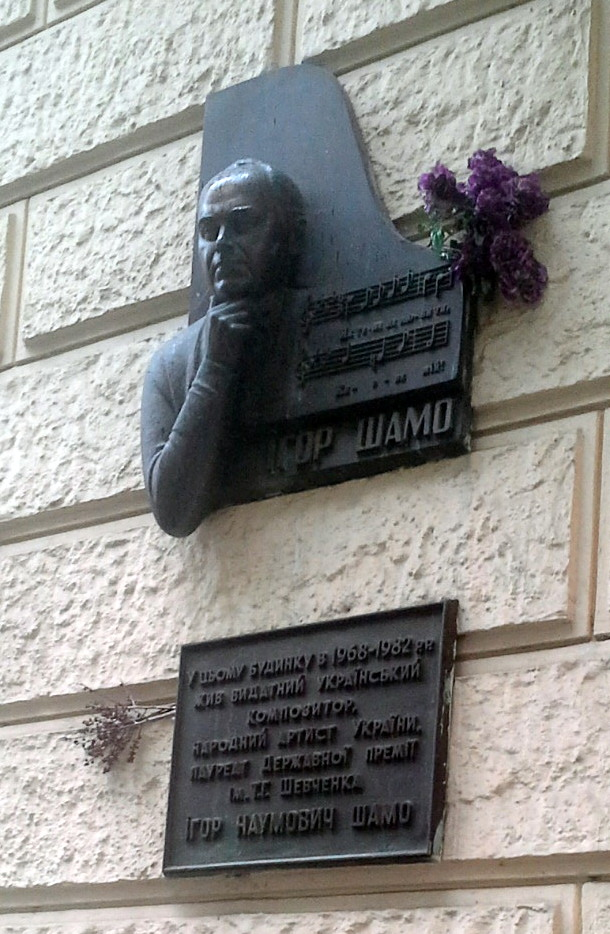
Memorial ao compositor ucraniano Ihor Shamo em Kiev, Ucrânia

Ihor Naumovich Shamo (em ucraniano: Iгор Наумович Шамо; em russo : Игорь Наумович Шамо, também romanizado Igor ) (21 de fevereiro de 1925 - 17 de agosto de 1982) foi um compositor ucraniano .
Shamo nasceu em Kiev numa família de origem judaica. Ele formou-se na Escola de Música Lysenko em Kiev, onde as suas disciplinas principais eram composição e piano, em 1941, e nesse ano foi para Ufá, onde estudou medicina por dois anos. De 1942 a 1946, ele esteve no Exército Soviético como assistente médico; quando voltou a Kiev, ele reiniciou os seus estudos musicais, graduando-se no Conservatório de Kiev em 1951 na classe de Boris Lyatoshinsky . Ele ingressou na União dos Compositores Soviéticos em 1948 e, na sua graduação, tocou a sua própria Balada de Concerto para piano e orquestra.
A sua popular canção Kyieve Mii (Minha Kiev) é considerada o "hino não oficial da capital ucraniana", e é citada no seu memorial no prédio onde ele morava (veja a fotografia). As suas outras obras incluem três sinfonias e uma ópera Yatranskiye Igri, que tem uma banda sonora incomum para um coro a capela e solistas.